# 分子量分布
分子量分布又称相对分子质量分布。指的是在聚合反应产物中，具有不同分子量的聚合物量在全部聚合物中的分布关系。在线性聚合物中，每条高分子链很少具有相同的聚合度，故而很少有相同的相对分子质量。分子量分布就可以用来表示具有不同相对分子质量的高分子链在所有高分子链中的比率，也可以计算出聚合物的平均分子量。

## 平均分子量的定义
- 数均分子量 (Mn)。
- 重均分子量 (Mw)。
- Z均分子量 (Mz),此处z代表的是离心分离（源于德语"zentrifuge")。
- 黏均分子量 (Mv).

{\displaystyle M_{n}={\frac {\sum M_{i}N_{i}}{\sum N_{i}}},\quad M_{w}={\frac {\sum M_{i}^{2}N_{i}}{\sum M_{i}N_{i}}},\quad M_{z}={\frac {\sum M_{i}^{3}N_{i}}{\sum M_{i}^{2}N_{i}}},\quad M_{v}=\left[{\frac {\sum M_{i}^{1+a}N_{i}}{\sum M_{i}N_{i}}}\right]^{\frac {1}{a}}}
此处a指的是马克－霍温克方程中的指数，表示黏度随黏均分子量的变化趋势。
重均聚合度和数均聚合度的比值被用与表征高分子的分散程度。

## 分子量分布的测量
常用的测量方法中，HPLC和GPC可以给出高聚物的分子量分布。渗透压法可以测量数均分子量；光散射方法可以测量重均分子量；黏度法可以测得黏均分子量，而超速分离方法可以测得Z均分子量。